# Auriculoceryx
Auriculoceryx is een geslacht van vlinders van de familie spinneruilen (Erebidae), uit de onderfamilie Arctiinae.

## Soorten
- A. basalis (Walker, [1865])
- A. kannegieteri (Rothschild, 1910)
- A. pterodactyliformis (Holloway, 1976)
- A. transitiva (Walker, 1862)